# Tirynthoides virilis
Tirynthoides virilis is een vlinder uit de familie van de dikkopjes (Hesperiidae). De wetenschappelijke naam van de soort is voor het eerst geldig gepubliceerd in 1929 door Norman Denbigh Riley.